# Alfred Körner
Alfred Körner (ur. 14 lutego 1926 w Wiedniu, zm. 23 stycznia 2020 tamże) – austriacki piłkarz, napastnik. Brązowy medalista MŚ 54. Brat Roberta.
W latach 1942–1959 był piłkarzem Rapidu Wiedeń i siedem razy zdobywał tytuł mistrza kraju. Karierę kończył w Admirze na początku lat 60. W reprezentacji Austrii zagrał 47 razy i strzelił 14 bramek. Debiutował 6 października 1947, ostatni raz zagrał w 1958. Podczas MŚ 54 wystąpił w czterech meczach Austrii w turnieju, cztery lata później w trzech. Brał udział w igrzyskach w Londynie.